# Luganda
Luganda (auch: Ganda) ist eine im afrikanischen Süd-Uganda verbreitete Bantusprache, die vom Volk der Baganda im Königreich Buganda (Zentral-Uganda) gesprochen wird. Sie ist im Ballungsraum von Kampala und Entebbe eine Lingua franca und wurde 2022 von gut 10 Millionen Menschen gesprochen.
Dort spielt sie eine bedeutende Rolle im Rundfunk, der Presse und der Primarschulausbildung. Ende des 19. Jahrhunderts erfolgte eine Verschriftung mit dem lateinischen Alphabet. 1947 wurde auf der All-Baganda Conference die Luganda-Standard-Orthografie verbindlich festgeschrieben. Luganda wird neben Englisch am häufigsten in Buganda gesprochen. Luganda wird in den Grund- und weiterführenden Schulen sowie in der Makerere-Universität in Kampala unterrichtet.